# 小行星3724
小行星3724（英語：3724 Annenskij）是一颗围绕太阳公转的小行星。1979年12月23日，柳德米拉·瓦斯列娜·朱然勒娃在克里米亚发现了此天体。
这颗小行星的绝对星等为117.6372186708381等。